# Enoteismo
L'enoteismo (dal greco antico εἷς/heîs "uno" e θεός/theós "dio"), termine coniato da Friedrich Schelling, indica un tipo di religiosità che prevede la preminenza di un dio su tutti gli altri, tale da accentrare su di esso tutto il culto; è pertanto una forma di culto intermedia tra politeismo e monoteismo, in cui è venerata in particolar modo una singola divinità (divinità poliade), senza tuttavia negare l'esistenza di altre divinità, di cui però di solito è sottolineata l'estraneità e/o l'inferiorità.

## Enoteismo e monolatria
Sebbene siano concetti molto simili, enoteismo e monolatria (dal greco μόνος, "unico", e λατρεία, "culto") differiscono su alcuni punti. Nell'enoteismo ad esempio non è escluso che le altre divinità, per quanto inferiori, siano oggetto di forme di culto significative e talvolta preminenti rispetto alle divinità maggiori. Quando le forme di idolatria secondarie diventano preminenti ed esclusive il fenomeno dell'enoteismo si rende evidente.
Sul piano temporale enoteismo e monolatria possono succedersi: accade dunque che nell'enoteismo il culto di un unico dio, all'interno di un più vasto pantheon, sia un sistema momentaneo per avere favori nell'immediato, da quella determinata forza divina; nella monolatria questo schierarsi dalla parte di un'unica divinità risulta essere più longevo nel tempo, vera passerella per il monoteismo.
Non è infrequente inoltre che nell'enoteismo la divinità superiore sia quella da cui le altre hanno avuto origine, come nel caso dell'induismo.
Si tratta, per questo motivo, di un concetto sofisticamente differente dal monoteismo, nel quale si teorizza l'esistenza di un solo e unico dio, ma non dissimile per linee pratiche, salvo rare eccezioni, dalle religioni monolatre.
Naturalmente è bene ricordare che le definizioni di idolatria e monolatria sono nate nell'ambito delle religioni abramitiche, che vedono nel paganesimo una forma di culto da aborrire, per questa ragione hanno sempre un'accezione se non spregiativa perlomeno sminutiva. Anche Max Müller nel coniare il concetto di enoteismo era influenzato dalla sua religione di appartenenza, ovvero il Cristianesimo. Sebbene Müller abbia svolto un ruolo importante di orientalista nel pubblicizzare e persino glorificare l'India antica, la sua posizione rispetto all'induismo contemporaneo rivela i limiti della sua erudizione. Come suggerisce Thomas A. Tweed, per gli studiosi delle religioni è impossibile non risentire del proprio punto di vista: inevitabilmente, la loro educazione culturale e il loro paradigma prevalente limiteranno la loro prospettiva.

## Enoteismo in varie religioni
Sono esempi di enoteismo i culti misterici, la religiosità araba preislamica, quella dei nativi americani o le devozioni particolari di alcune città nei confronti di una divinità specifica, come era anche il caso dell'antico Yemen sabeo, mineo, hadramitico o qatabanide. Anche la sostituzione, da parte del faraone "eretico" Akhenaton, dell'abituale pantheon egizio con l'adorazione del solo disco solare di Aton viene considerata da alcuni studiosi una forma di enoteismo.

### Religioni egizie
Nonostante l'antica religione egizie riconoscesse molte divinità, il culto era talvolta focalizzato verso una divinità superiore e questa cambiava nelle varie epoche. Quando Amenhotep IV divenne faraone (circa 1353 a.C.), Amun-Ra era considerato la divinità suprema (egli stesso, nato dalla precedente prominenza di Amun, conclusasi con la fusione di questo col dio del sole Ra). Gradualmente il nuovo faraone spostò il culto al dio Aton, persino dichiarando che Aton non era semplicemente il dio supremo, ma il dio unico. Cambiò il suo stesso nome in Akhenaton e ordinò la rimozione dai templi del nome Amun (ed anche i riferimenti al plurale "dei"). Dopo la sua morte, le gerarchie religiose che precedentemente governavano tornarono al potere e Amun-Ra divenne nuovamente il supremo fra tanti dei.

### Paganesimo greco-romano
Mentre la mitologia greca e romana si presenta come un politeismo, nel periodo classico, sotto l'influenza della filosofia, furono presenti diverse concezioni della religione. Talvolta Zeus (o Giove) era considerato il supremo, onnipotente e onnisciente, re e padre degli dèi dell'Olimpo. Secondo Maijastina Kahlos "Il monoteismo era insegnato diffusamente nei circoli della Tarda Antichità" e "tutte le divinità erano interpretate come aspetti, particoli o epiteti di un dio supremo". Massimo di Tiro (II secolo d.C.), dichiarò:
"In un simile contesto mitologico, sedizioso e discordante, potete vedere una regola che concorda e asserisce su tutta la terra che c'è un solo dio, re e padre di tutte le cose, e molti dèi, figli del dio, che regnano insieme a lui."
Il filosofo neoplatonico Plotino sostenne che al di sopra dei tradizionali dèi c'era "L'Uno" e il grammatico politeista Massimo di Madaura dichiarò persino che solo un folle potrebbe negare l'esistenza del dio supremo.

### Cristianesimo
I cristiani credono che gli angeli, i demòni e i santi siano inferiori a Dio. Essi non considerano questi esseri come dèi, nonostante talvolta siano oggetto di preghiera e venerazione. Ad ogni modo, le chiese cristiane che ammettono la preghiera rivolta ai santi insistono sul fatto che detta preghiera è corretta solo se limitata alla richiesta di un'intercessione dell'angelo o del santo diretta a Dio. Secondo il loro insegnamento, i santi non possiedono di per sé nessun potere e ogni miracolo attribuibile alla loro intercessione è il prodotto del potere di Dio e non di qualche potere soprannaturale del santo. Laddove si verifica un culto diretto di queste figure angeliche o sante, allora questo potrebbe riflettere una forma di enoteismo o monolatria, piuttosto che monoteismo. Questa forma di culto verso esseri celesti diversi da Dio (principalmente i Santi) nella preghiera è spesso praticato tradizionalmente nel Cattolicesimo, nell'Anglicanesimo, nella Chiesa ortodossa Orientale e Occidentale, mentre la maggior parte dei Protestanti ritengono Dio l'unico degno oggetto di preghiera.
Quando il cristianesimo fu adottato dai pagani greco-romani o dagli schiavi africani, i nuovi convertiti talvolta attribuivano ai santi caratteristiche degli dèi fino ad allora venerati. In alcuni casi, queste credenze sono cresciute al di fuori della Chiesa Cattolica e hanno formato sincretismi come la Santeria.
Qualche chiesa non trinitaria è stata a sua volta definita enoteistica:
- Lo Gnosticismo generalmente è enoteistico.
- La Chiesa di Gesù Cristo dei santi degli ultimi giorni (nota familiarmente come Chiesa Mormone) considera i membri della Trinità come tre esseri distinti, dove Dio Padre è l'essere supremo, e si definisce "Dio" come un nome collettivo dei tre esseri. La Chiesa insegna a rivolgersi nel culto a un dio, fatto spiegato concisamente come venerare Dio Padre, attraverso la mediazione del Figlio, come insegnato dallo Spirito Santo. Mentre gli altri cristiani parlano di "Un unico dio in tre Persone", la Scrittura dei Mormoni parla di tre persone in un unico dio. Vedere il Libro di Mormon, Mosiah 15:4 ("essi sono un Dio") e l'interpretazione mormonica di Giovanni 17:11[9] (Gesù chiede al Padre in preghiera che i suoi discepoli "possano essere uno come noi siamo").
- Per i testimoni di Geova vi sono altri dèi oltre al dio che ritengono l'unico degno di adorazione. In particolare considerano Gesù Cristo "un dio"[10], stesso dicasi per Satana (1º Cor 8,5-6[11]).
- Alcune interpretazioni dell'Antico Testamento parlano di altri dèi, come Baal, insegnando non a rifiutare la loro esistenza, ma a non venerarli.

### Ebraismo
L'Ebraismo moderno è strettamente monoteistico, ma alcuni studiosi ritengono che, alle origini, esso presentasse delle caratteristiche enoteistiche. È generalmente accettato che molte delle religioni dell'Età del Ferro presenti nella terra di Israele fossero enoteistiche nella pratica. Per esempio, i Moabiti venerano il dio Chemosh, gli Edomiti Qaus, entrambi parte del pantheon cananeo, guidato dal dio principale, El. Il pantheon cananeo è guidato da El e da Asherat, con settanta figli che si dice governassero ognuno una nazione della Terra. Questi figli erano venerati ognuno in una specifica regione. K. L. Noll dichiara che "la Bibbia mantiene la tradizione che vuole Yahweh come un "abitante" del sud, della terra di Edom" e che il dio originale di Israele fosse El Shaddai.
Molte storie bibliche sembrano accettare l'esistenza degli dèi cananei, i quali posseggono un maggior potere nelle terre che li venerano o nei loro oggetti sacri; il loro potere era reale e poteva essere invocato dalle persone che li prendevano come patroni. Ci sono numerose testimonianze di nazioni che, arrendendosi ad Israele, mostrarono paura o rispetto per il Dio israelita pur continuando nelle pratiche politeistiche. Per esempio, in 1º Samuele 4, i Filistei si crucciano prima della seconda battaglia di Aphek quando apprendono che gli Israeliti porteranno l'Arca dell'Alleanza, e quindi Yahweh, in battaglia. In 2 Re 5, il generale arameo Naaman insiste nel voler portare con sé in Siria un po' di terra d'Israele credendo che solo allora Yahweh avrà il potere di guarirlo. Agli Israeliti era proibito venerare altri dei, ma secondo alcune interpretazioni della Bibbia, non erano completamente monoteistici prima dell'esilio babilonese. Mark S. Smith parla di questa fase come di una forma di monolatria. Smith suppone che Yahweh fosse unito a El e che l'accettazione del culto di Asherah fosse comune nel periodo dei Giudici. 2º Re, 3:27 è stato interpretato come la descrizione di un sacrificio umano a Moab, che portò l'esercito invasore Israelita a temere il potere di Chemosh.
Nella Torah si parla di Abramo come colui che si è ribellato al culto degli idoli della sua famiglia, ha costretto le genti a riconoscere il Dio degli Ebrei, ha stabilito un patto con Lui e ha fondato ciò che è stato definito dagli studiosi "Monoteismo etico". Il primo dei Dieci Comandamenti può essere interpretato come la proibizione ai figli di Israele di venerare ogni altra divinità oltre al vero Dio che si è rivelato sul Monte Sinai e ha donato loro la Torah, ma può anche essere letto in chiave enoteistica, dal momento che in esso si sostiene che non dovrebbero avere "altro dio all'infuori di me". Il comandamento stesso non asserisce né nega l'esistenza di altre divinità "per sé". Nonostante ciò, come riportato nella Tanakh (Antico Testamento), spesso il dio patrono Yahweh veniva venerato assieme ad altri dei, in spregio agli insegnamenti biblici, come ad esempio Baal, Asherah ed El. Col passare del tempo questo dio tribale può avere riassunto su di sé tutti gli appellativi degli altri dei agli occhi degli abitanti. La distruzione del primo Tempio di Gerusalemme e l'esilio babilonese furono considerati una punizione divina per avere venerato altre divinità. Alla fine dell'esilio babilonese, secondo la Tanakh, il Giudaismo è strettamente monoteistico. Restano nonostante tutto elementi di "politeismo" in certi libri biblici, come nell'uso frequente dell'appellativo onorifico "Dio degli dei" in Daniele e specialmente nei Salmi. Gli studiosi Ebrei sono consapevoli di questo e sostengono che nonostante l'appellativo possa essere mal interpretato, Dio non ebbe timore a scriverlo nella Torah. Ad ogni modo la parola "Dio" in ebraico (Elohim) è essa stessa plurale, significando i "potenti" o "regnanti". Questo è vero sia in ebraico che in altri linguaggi canaaniti. Quindi Elohim può riferirsi ad ogni membro dei "regnanti", quindi ad angeli, falsi dei (come definito dalla Torah), o persino a umani che detengono un grande potere, fra questi governanti o giudici in Israele, come descritto nell'Esodo 21:6; 22:8-8, senza violare i limiti del monoteismo. Questo potrebbe essere il racconto mitologico della conversione di Israele al monoteismo.

### Islam
Nell'Arabia preislamica (la cui religione l'Islam ha rifiutato o pesantemente rettificato) era diffuso un approccio enoteistico alla religione. Il termine coranico per quella religione è shirk (lett. "associazione (di altri dèi ad Allah)"); i suoi seguaci sono detti mushrikūn (ovvero coloro che credono in Dio, ma Gli "associano" altre divinità). Gli Arabi pre-islamici credevano, assai più spesso di quanto non si creda, in un Essere Supremo e la parola che usavano per indicarLo (Allah) è la stessa usata nell'Islam. Ma credevano anche in divinità minori o secondarie. L'inequivocabile monoteismo dell'Islam (talvolta descritto come fondamento della religione e sottolineato nel più importante dei Cinque Pilastri dell'Islam) nacque come reazione a questo credo permissivo e includente. Naturalmente, la parola shirk ha nell'Islam una connotazione fortemente negativa e il politeismo è considerato uno dei peccati più gravi, se non il più grave. Il Corano (Sūrat al-Nisa: 48) dice che Dio può perdonare tutto eccetto l'associazionismo (shirk).
Secondo l'insegnamento dell'Islam, gli angeli agiscono sempre secondo gli ordini del Dio supremo, in particolar modo Jibra'il, Mika'il, Israfil e Azrail.

L'Islam crede anche nei jinn, esseri di puro spirito di fuoco, che possono essere ben disposti o mal disposti nei confronti di Dio e degli esseri umani e che sono dotati di poteri sovrannaturali, anche se - al contrario degli angeli - essi non hanno la caratteristica dell'immortalità.
In ogni caso l'Islam non ammette per i suoi seguaci altra intercessione che non sia quella di Maometto, respingendo quindi non solo quella degli angeli o di persone considerate sante (wali) per il loro stile di vita, malgrado in concreto il convincimento della loro intercessione sia assai diffuso in Africa e Nordafrica, dove viene definito dagli storici delle religioni "marabuttismo".

### Induismo
L'Induismo contemporaneo è prevalentemente monistico, talvolta persino monoteistico. Il concetto di brahman implica una realtà "trascendente e immanente", che differenti scuole di pensiero interpretano come personale, impersonale o transpersonale. Con l'affermazione dello Shivaismo e Vaishnavismo nei primi secoli dell'era cristiana, l'Induismo è generalmente monistico ed enoteistico: c'è praticamente consenso nel definire l'esistenza di un'entità divina suprema, assoluta, onnipresente. Ognuna delle quattro principali sette (Shivaismo, Vaishnavismo, Shaktismo) guarda a una specifica divinità Indù (Shiva, Visnù, Shakti) come all'essere supremo e principale oggetto di culto, laddove le altre divinità sono considerate meri "semi-dei" o manifestazioni dell'unico. Anche lo Smartismo è monistico, ma non nei confronti di una singola specifica divinità indù, bensì verso una cinquina di dei - Panchayatana, che include Shiva, Visnù, Sūrya, Devī, e Ganesha.
La moltitudine di dei, o Deva, nella religione classica dei Veda è subordinata o secondaria rispetto a un Dio Supremo, uno status che alcuni autori hanno provato a spiegare paragonandolo agli angeli o ai semidei occidentatli; Prakashanand Saraswati, in The true history and the religion of India, preferisce il termine "dèi celesti". Il Ṛgveda servì come base per la descrizione di enoteismo di Max Müller come una tradizione politeistica che cerca di definirsi attraverso la formulazione dell'Unico Dio (ekam) raggiunta attraverso il culto di differenti principi cosmici. Da questo mix di monismo, monoteismo e politeismo naturalista, Max Müller decide di definire il Vedismo tradizionale come religione enoteistica. Un primo esempio degli aspetti monoteistici del tardo Rgveda è il Nāsadīya sūkta, un inno che descrive la creazione: "L'Uno respirò da solo senza respiro, oltre ad esso non c'era nulla."